# Zodarion andalusiacum
Zodarion andalusiacum är en spindelart som beskrevs av Rudy Jocqué 1991. Zodarion andalusiacum ingår i släktet Zodarion och familjen Zodariidae.
Artens utbredningsområde är Spanien. Inga underarter finns listade i Catalogue of Life.